# موجة P

تخطيط الموجة P

موجة P أو الموجة الأولية (بالإنجليزية: Primary Wave)‏، هي واحدة من اثنتين من الموجات المرنة أو ما يُسمى بالموجة الزلزالية، وهي أسرع الموجات وأولها وصولاً إلى جهاز السيزموجراف وهي موجات تضاغطية (دفع وجذب) سريعة الانتشار تنتقل خلال المواد الصلبة والسائلة والغازية، تؤدي إلى ذبذبة الوسط الذي تخترقه في اتجاه سيرها نفسه وتتراوح سرعتها بين 5. 5 و 13.8 كيلومتراً في الثانية وتزداد سرعتها كلما زاد العمق في باطن الأرض.